# Baguevalais
Os Baguevalais são um grupo étnico do oeste do Daguestão, pertencente ao grupo do Avares. São na sua maioria muçulmanos sunitas.